# Горошкі-Малі
Горошкі-Малі (пол. Horoszki Małe) — село в Польщі, у гміні Сарнаки Лосицького повіту Мазовецького воєводства. Населення — 63 особи (2011).

## Історія
За даними етнографічної експедиції 1869—1870 років під керівництвом Павла Чубинського, у селі Горошки переважно проживали греко-католики, які розмовляли українською мовою.
У 1975-1998 роках село належало до Білопідляського воєводства.

## Демографія
Демографічна структура станом на 31 березня 2011 року:
|          | Загалом | Допрацездатний вік | Працездатний вік | Постпрацездатний вік |
| -------- | ------- | ------------------ | ---------------- | -------------------- |
| Чоловіки | 38      | 6                  | 27               | 5                    |
| Жінки    | 25      | 4                  | 14               | 7                    |
| Разом    | 63      | 10                 | 41               | 12                   |